# Poise
Poise  [izg.: puaz] (oznaka P) je enota v CGS sistemu za merjenje viskoznosti. 
Imenuje se po francoskem zdravniku in fiziologu  Jeanu Louis Marie Poiseullu (1797 – 1869)
V sistemu SI se uporablja enota P.s ali pascal sekunda, ki je povezana z enoto poise
1P = 0,1 Pas (pascal sekunda).

## Definicija[1]
Tekočina ima viskoznost  1 poise, če je potrebna sila 1 dine, da premaknemo kvadratni centimeter katerekoli od dveh vzporednih sosednjih plasti tekočine, ki sta 1 cm narazen.